# Historia de las inundaciones de Gerona
A lo largo de la historia ha habido muchas inundaciones en Gerona. Esta ciudad, capital de la comarca del Geronés, situada entre el macizo de Las Gavarras y la Sierra de las Guillerías, dónde confluyen cuatro ríos -el Ter, el Oñar, el Galligans y el Güell, que le dan el sobrenombre de "la ciudad de los cuatro ríos"-, ha vivido 150 episodios de inundaciones (sobre todo fluviales) desde que en el año 1193 se documentó la primera. La mayoría de las inundaciones han sido causadas por el desbordamiento de los ríos (más de una vez), y en la época en la que son más frecuentes es en el último tramo del año (de septiembre a diciembre).
Las inundaciones más importantes documentadas tuvieron lugar en el año 1843 (con más de un centenar de víctimas), en el año 1940 (conocido como Aguacero de San Lucio, que provocó de 6 a 15 víctimas y numerosos damnificados) y las de 1970 (que provocaron grandes daños materiales). Como consecuencia de las frecuentes catástrofes hidrológicas, la ciudad de Gerona se ha ido adaptando a lo largo del tiempo para intentar paliar sus efectos.

## Situación y características hidrológicas de Gerona
La ciudad de Gerona, capital de la provincia de Gerona y de la comarca del Geronés, está situada entre los macizos de las Guillerías y las Gavarras. En ella confluyen cuatro ríosː el Ter, el Oñar, el Galligans y el Güell.

### Los cuatro ríos
El más importante de los cuatro ríos es el Ter, que nace en la localidad de Ulldeter, en el Ripollés, y desemboca en la playa de Pals, en el Bajo Ampurdán. Tiene un régimen nivo-pluvial y asume su pico de caudal durante el mes de mayo; así mismo, en la actualidad existen varios embalses a lo largo de su recorrido (Sau, Susqueda y el Pasteral) que hacen que el caudal del río sea muy regulado. Los otros tres ríos aportan su aguaː el Oñar y el Güell directamente, mientras que el Galligans desemboca en el río Oñar. De hecho, el río Güell desembocaba en el Oñar hasta el año 1968, cuando fue canalizado y desviado hacia el Ter a causa de la multitud de inundaciones que provocaba. Aparte de estos cuatro ríos, también existen o han existido otros corrientes fluviales como rieras, torrentes y riegos como, por ejemplo, la acequia Monar o la riera Bullidors.
| Río       | Nacimiento             | Cota de nacimiento | Desembocadura       | Longitud |
| --------- | ---------------------- | ------------------ | ------------------- | -------- |
| Ter       | Ulldeter, Ripollés     | 2400 msnm          | Pals, Bajo Ampurdán | 195 km   |
| Oñar      | Bruñola, La Selva      | 220 msnm           | Ter, Gerona         | 34 km    |
| Güell     | Aiguaviva, Geronés     | -                  | Ter, Gerona         | 13.5 km  |
| Galligans | Macizo de las Gavarras | 285 msnm           | Oñar, Gerona        | 4.5 km   |

## Historia de las inundaciones
La mayoría de las inundaciones de Gerona han sido consecuencia de desbordamiento de los ríos, aunque en épocas más recientes también se ha producido un fenómeno conocido como inundación difusa, el cual consiste en que los sistemas de drenaje de la ciudad llegan a su límite de capacidad y no pueden procesar toda el agua que les llega. Desde las primeras inundaciones de las que se tiene constancia, alrededor de los siglos XII y XIII, se han producido unos 150 episodios de inundaciones. La mayoría de las inundaciones se concentran en los meses del último tercio del año.

### SiglosXIV-XV
Las primeras inundaciones serias de la ciudad de Gerona fueron en el año 1193 o en los años 1377 y 1380, pocos años después de la peste negra de los años 1347-48. En los años 1421, 1425 y 1445 -cuando Gerona era capital de la veguería de Gerona-Besalú- también hubo importantes inundacionesː la segunda causó desperfectos en el puente que unía el barrio de Pedret con la ribera opuesta del Ter, y la tercera lo acabó de derrumbar.
Parece que la causa de las inundaciones era la estrechez del lecho del río Oñar y la acumulación de runa en ambos lados. El archivero oficial Francesc Oliver redactó, en el año 1366, el siguiente informeː "[...] interceptando el curso de las aguas del Oñar con aquella inmensa mole que asentaron dentro de su lecho" (refiriéndose a las nuevas edificaciones que se levantaron en la plaza de las Coles y en San Feliu). Por lo que respecta al Ter, era un río que se desbordaba fácilmente; cuando lo hacía, el Oñar no podía drenar su cabal, lo que provocaba graves problemas.

### SiglosXVI-XVII
Durante el siglo XVI tampoco cesaron las inundacionesː en el año 1519 la Capilla de San Nicolás sufrió graves daños y tuvo que ser reforzada; también se produjeron daños en 1533, 1534, 1552 -sin víctimas, el archivero municipal Julián de Chía escribió que "todo el verano del año siguiente se navegó con barcas desde la puerta de Sant Feliu hasta el Puente de Piedra"- 1575, 1579 y, una especialmente fuerte, en el año 1599 que causó el hundimiento de unos 56 metros de muralla y de dos casas, causando también la muerte de más de veinte personas. A estas inundaciones las prosiguieron otras en 1603, en 1617 -conocida popularmente como la Inundación del Diluvio; fue una de las más catastróficas de la historia de la ciudad, aunque no dejó víctimas mortales, y afectó a gran parte de Cataluña-, en 1623, 1625, 1626, 1645, 1663 -en la cual el desbordamiento del Ter provocó el hundimiento de parte de la muralla del barrio de Mercadal, que se tuvo que reconstruir- en el 1678 -que hundió el puente que unía la Argentería con San Agustín y causó dos muertes- y en el año 1669, cuando el desbordamiento del Ter reventó el dique de protección de la ciudad.

### SiglosXVIII -XIX
El siglo XVIII comenzó con la reconstrucción del puente de San Agustín, destruido en la inundación de 1678, el cual se hizo de dos arcos. A pesar de ello, resultó hundido por una nueva inundación den el año 1737. Durante este siglo también hubo otros episodios de inundaciones en los años 1716, 1726, 1732, 1735, 1763 -Inundación de Santa Teresa- y 1777. Durante el siglo XIX -época en la que la ciudad tenía unos 6.000 habitantes- las anegaciones continuaronː hubo en los años 1801, 1802, 1814, 1819, 1826, 1828, 1829 (especialmente fuerte), 1840, 1843 (causó más de un centenar de víctimas), 1850, 1853, 1861 (con el hundimiento de 70 casas y dos víctimas mortales), 1872, 1884, 1897 y 1898.

#### Inundación de 1843
Entre los días 18 y 19 de septiembre del año 1843, Gerona sufrió una de las inundaciones más catastróficas de su historia. Después de unos días de lluvia, en la madrugada del día 18 se desbordaron los cuatro ríos y, aunque por la tarde paró de llover, cerca de medianoche hubo un fuerte temporal sobre San Daniel que hizo crecer mucho las aguas del río Galligans. El barrio de San Pedro resultó destruido, y se inundó toda la parte baja de la ciudad. Las aguas dañaron gravemente el Monasterio de San Pedro de Galligans y arrastraron la imagen de la Virgen de los Remedios, que fue recuperada más tarde. El agua causó más de un centenar de víctimas, el número exacto de víctimas es desconocidoː las diferentes fuentes (como la crónica del archivero de la ciudad o la memoria del ayuntamiento) lo sitúan entre 115 y 160.

### SigloXX- actualidad
El 7 de octubre de 1919 tuvo lugar la primera inundación importante de la ciudad durante el siglo XX, cuando se desbordó el río Ter a la altura del Pasteral y, en poco tiempo, las aguas descontroladas llegaron a la ciudad y se añadieron a las del Güell y el Oñar; no constan víctimas, pero dejó importantes daños materiales en los huertos del norte de la ciudad (zonas de la Devesa y barrios del Mercadal, San Pedro de Galligans y el Pedret).
Otras inundaciones importantes fueron las sucedidas en Amer, en septiembre de 1926, que inmortalizó Valentí Fargnoli Annetta con su cámara fotográfica y que afectaron a las aguas del Ter Gerona abajo, destruyendo varios puentes y modificando el lecho fluvial. En Cataluña esta inundación fue conocida como Inundación de San Ramón.
La nombrada Inundación de San Lucio, que se inició en el 18 de octubre de 1940 y duró cuatro días, fue una de las más devastadoras nunca registradas en las comarcas gerundenses (aunque la comarca más afectada de Cataluña fue Osona). El desbordamiento del Ter (que inundó toda la Devesa), del Oñar (que en la zona del casco antiguo llegó a los dos metros de altura) y del Güell (que derrumbó el Puente de Marte) provocó la muerte de una decena de personas (entre los cuales se encontraba el alférez Huarte, que falleció ayudando a salvar gente y que da nombre a un puente actual) y grandes desperfectos en la ciudad, que se encontraba recuperándose de los estragos de la guerra civil española. El diario El Pirineo del mismo 18 de octubre por la tarde informaba lo siguienteː "las aguas, irrumpiendo por la ciudad, han inundado las calles bajas, de ambos extremos llegando a calles y plazas en las que tan sólo en muy pocas ocasiones parecidas habían llegado. [...] La altura máxima que llegaron a alcanzar las aguas del Ter al pasar por nuestra ciudad era de más de siete metros sobre el nivel ordinario, abarcando una anchura de tres kilometros".
En la década de los años 60 vio las últimas inundaciones importantes, en los años 1962, 1963 y 1970. De las tres, la del 12 de octubre de 1970 fue la más importanteː se llegaron a los 1.26 m de agua en la calle Ballesteries (casco antiguo) en la inundación que más desperfectos causó en todo el sigloː el río Oñar, después de romper un muro de contención, invadió las calles de la ciudad, mientras que el Güell y la riera Massana inundaron el barrio de San Narciso. No hubo ninguna víctima mortal, pero se contaron 2.000 afectados y unas pérdidas de 500 millones de pesetas.

## Adaptación de la ciudad
En el siglo XIV, después de las inundaciones de la parte del Areny, se aprovechaba como terreno de cultivo. A finales del siglo XV se construyó una presa con compuertas en el sector norte de Gerona que fue muy criticada por los vecinos de la parte baja de la ciudad. También existía una presa en el Galligans que fue derruida en el año 1589.
En el siglo XVIII, los vecinos gerundenses creían que la presa de La Manola, situada en el barrio de Pedret, era la causante de las inundaciones periódicas que arrasaban la ciudad. Después de la inundación de 1732, pidieron al ayuntamiento, mediante el gobernador militar, que se derruyera la presa, cosa que los peritos no aprobaron; no obstante, la presa fue demolida más tarde. En el año 1722 se construyó un dique de contención contra la acción del Ter.
A principios del siglo XIX se plantea desviar el río Ter, pero el proyecto no llevó a cabo por su alto coste económico. Durante ese mismo siglo se usaban sistemas de alerta (campanadas, tiros...) para avisar de las inundaciones, y también se había estudiado un sistema de evacuación de las personas mediante puentes de madera, aperturas en las paredes medianeras... que funcionaron bastante bien en la mayoría de los casos excepto en la inundación de 1843, a causa de su especial magnitud.
Como consecuencia de las inundaciones causadas por el Oñar en el 1970, entre ese año y el 1972 se llevaron a cabo una serie de obras en el lecho del río a su paso por la ciudad para evitar futuros eventos similares, dándole a su cuenca una forma prismática de hormigón. Por otra parte, la construcción de los embalses del Pasteral y Susqueda contribuyeron a que las crecidas del Ter disminuyeran de forma notable. El río Güell también fue canalizado entre los años 1965 y 1968.